# Little Devil Inside
Little Devil Inside est un jeu vidéo d'action-aventure en cours de création, développé et édité par le studio coréen Neostream Interactive. Jouable en solo ou en coopératif en multijoueur, le jeu suit la vie de chasseurs de monstres dans un monde surnaturel inspiré du XIXe siècle. Il est prévu pour PC et consoles. 
Révélé lors d’une campagne de financement participatif en 2015, la sortie du jeu était initialement prévue pour fin 2015, mais les ambitions du studio ont été revues à la hausse à la suite du succès de cette première campagne, et la sortie du jeu est repoussée plusieurs fois par la suite. Le 27 octobre 2021, la sortie du jeu est annoncée pour 2022 sur PS4, PS5 et PC lors du State of Play de Sony.

## Développement
Little Devil Inside est conçu par son directeur de la création, Kody Lee, et est développé comme le premier jeu de Séoul Neostream d » Interactive, qui a commencé d' abord en 1998 en tant que multimédia société de conception et de production,,. Le développement a commencé à l'origine en utilisant le Unity Engine,, puis est passé plus tard à l'Unreal Engine d'Epic Games,,. Le jeu a été annoncé pour la première fois via une campagne Kickstarter en avril 2015, avec une bande -annonce pré-alpha et des séquences de gameplay,, et une entrée sur Steam Greenlight,,. Au moment de la campagne originale, le jeu avait une fenêtre de sortie approximative de "Automne 2016". Soutenue par plus de 5 000 personnes, la campagne Kickstarter a levé 300 000$ son achèvement en mai 2015,. Par la suite, la fenêtre de sortie d'origine du jeu a été repoussée, en raison d'une augmentation de sa portée.
En décembre 2017, les développeurs ont publié une nouvelle bande-annonce pour le jeu et ont commencé à communiquer une date de sortie prévue de « fin 2018 », avec PC prévu comme première plate-forme de sortie,, ; Cependant, la sortie est repoussée par la suite.
La campagne originale du jeu indiquait qu'il était prévu de sortir sur les plateformes Steam ( Windows, macOS et Linux ), PlayStation 4, et Xbox One, avec la Wii U de Nintendo  console ajoutée plus tard comme objectif étendu,. En juin 2020, il est annoncé que Little Devil Inside serait disponible sur PlayStation 5 lors de l'événement de révélation de la PlayStation 5,. Dans un message ultérieur à leurs contributeurs Kickstarter, Neostream annonce qu'ils prévoyaient de sortir simultanément avec PC dans le cadre de leur accord avec Sony ; Cependant, aucune mention n'a été faite des versions de la plate-forme Xbox ou Nintendo,. Une mise à jour ultérieure du site Web du jeu a confirmé une sortie prévue pour Windows, et que les sorties pour Xbox One et Nintendo Switch (remplaçant celle de la Wii-U) étaient toujours prévues une fois la période d'exclusivité PlayStation expirée,.
Lors du salon CES en janvier 2021, une présentation faite par Sony comprenait une note de bas de page indiquant que Little Devil Inside devrait sortir en juillet 2021 ;  cependant, Sony a par la suite retiré cette date de sortie (et celles d'autres jeux) de la présentation sans commentaire.

## Gameplay

### Gameplay de base
Little Devil Inside est un Jeu vidéo de rôle d' action-aventure en 3D à la troisième personne, avec des éléments de survie,,, combat,, et d'exploration en monde ouvert,,; cependant, ses développeurs, Neostream Interactive, ont décrit les éléments de survie du jeu comme "plutôt faciles" par rapport à d'autres jeux du genre survie, affirmant que le jeu ne concerne "pas combien de temps vous pouvez survivre dans un certain environnement", il s'agit plutôt de "faire un voyage pour une mission et de survivre pendant le processus",. Des exemples d'éléments de survie dans le jeu incluent la récolte d'eau de cactus et la coupe de bois pour faire un feu. Les joueurs peuvent utiliser une variété d'armes et d'outils pour survivre et atteindre leurs objectifs, comme une épée, un bouclier, un pistolet, un grappin, des bombes, une tente et du matériel de cuisine,,.
Le jeu se déroule dans plusieurs endroits avec des conditions environnementales différentes, y compris le désert,, neige,, forêt,, montagnes,, marécages, et la plongée sous-marine,. Bien qu'une carte globale soit disponible, les joueurs ne peuvent pas « avancer » rapidement leur voyage vers ces emplacements ; au lieu de cela, ils doivent prendre le contrôle direct de leur transport pendant le voyage et réagir aux événements qui se produisent en cours de route,. Les joueurs ont également la possibilité d'améliorer leur transport (en plus de leurs armes et armures ) au fur et à mesure que le jeu progresse,.

Entre les missions, les joueurs peuvent retourner dans la sécurité de la ville natale du jeu pour se reposer et se préparer à d'autres aventures (telles que parler avec des PNJ, collecter des informations sur le prochain emplacement grâce à des recherches dans la bibliothèque et se préparer aux conditions météorologiques),,. Selon Neostream, cette préparation est la clé d'un nouveau succès :
« Vous devrez vous préparer à toute rencontre inattendue avec la météo, avoir les informations nécessaires sur la région, équiper votre équipement comme bon vous semble, monter dans un véhicule et réagir aux événements inattendus qui surviennent au cours de votre voyage. . . Selon la façon dont vous vous préparez pour la mission et la façon dont vous réagissez et réagissez aux événements, cela déterminera la facilité ou la difficulté avec laquelle vous pouvez accomplir les missions." 
Le jeu comprend également des éléments de gameplay roguelike : dans le cas où le personnage d'un joueur meurt, ce personnage ne peut pas être ressuscité ; cependant, le joueur peut emmener les personnages suivants au même endroit afin de récupérer tout équipement perdu,.

### Style visuel
Le jeu se penche vers un style visuel minimaliste, avec une interface utilisateur minimale et en évitant les menus dans la mesure du possible, obligeant les joueurs à observer et s’aider des repères visuels et en communiquant avec leur personnage,. Par exemple, les personnages commenceront à boiter s'ils sont blessés, à tousser s'ils tombent malades ou à frissonner s'ils ont trop froid,. De même, bien que les différents personnages disponibles pour les joueurs aient des caractéristiques et des statistiques différentes (par exemple, des personnages vantards se cachant lorsqu'ils sont blessés, des personnages obsédés par les femmes ayant une vision plus étroite), ceux-ci ne seront pas explicitement affichés pour le joueur, mais devront plutôt être déduits.

Neostream décrit le style graphique du jeu de la manière suivante :
"Au lieu de développer des personnages et des objets entièrement réalistes et à polygone élevé avec un niveau de textures intense, l'essence et l'esthétique du design sont de créer un sentiment de vide subtil mais puissant pour que chaque joueur se remplisse tout au long de l'expérience de jeu." 

### Multijoueur coopératif
Le jeu est annoncé en multijoueur coopératif (y compris le multijoueur local ), où plus d'un joueur participe à la même mission,,. De plus, il y aurait possibilité de rencontres aléatoires entre les joueurs.

## Cadre
Little Devil Inside se déroule dans un décor d'inspiration victorienne ,, du avec des éléments steampunk,. Les développeurs le décrivent comme un "monde surréaliste et irréaliste... quelque part entre le paradis et l'enfer". Le personnage principal, Billy, est un épéiste, employé par une équipe de recherche (dirigée par le professeur d'université Vincent et son collègue, le Dr Oliver) pour parcourir le monde à la recherche du surnaturel et d'autres incidents inhabituels,. L'objectif ultime fixé par les chercheurs est d'assembler une encyclopédie complète de "toute l'existence phénoménale".
Le jeu adopte également un angle satirique,.